# Francesco Gaude
Francesco Gaude, O.P., italijanski rimskokatoliški duhovnik, škof in kardinal, * 5. april 1809, Cambiano, † 14. december 1860.

## Življenjepis
Novembra 1832 je prejel duhovniško posvečenje.
17. decembra 1855 je bil povzdignjen v kardinala in imenovan za kardinal-duhovnika S. Maria in Ara Coeli. 21. decembra 1857 je bil postavljen še na en kardinalsko-duhovniški položaj: S. Maria sopra Minerva.
Umrl je 14. decembra 1860.